# ピューティアー

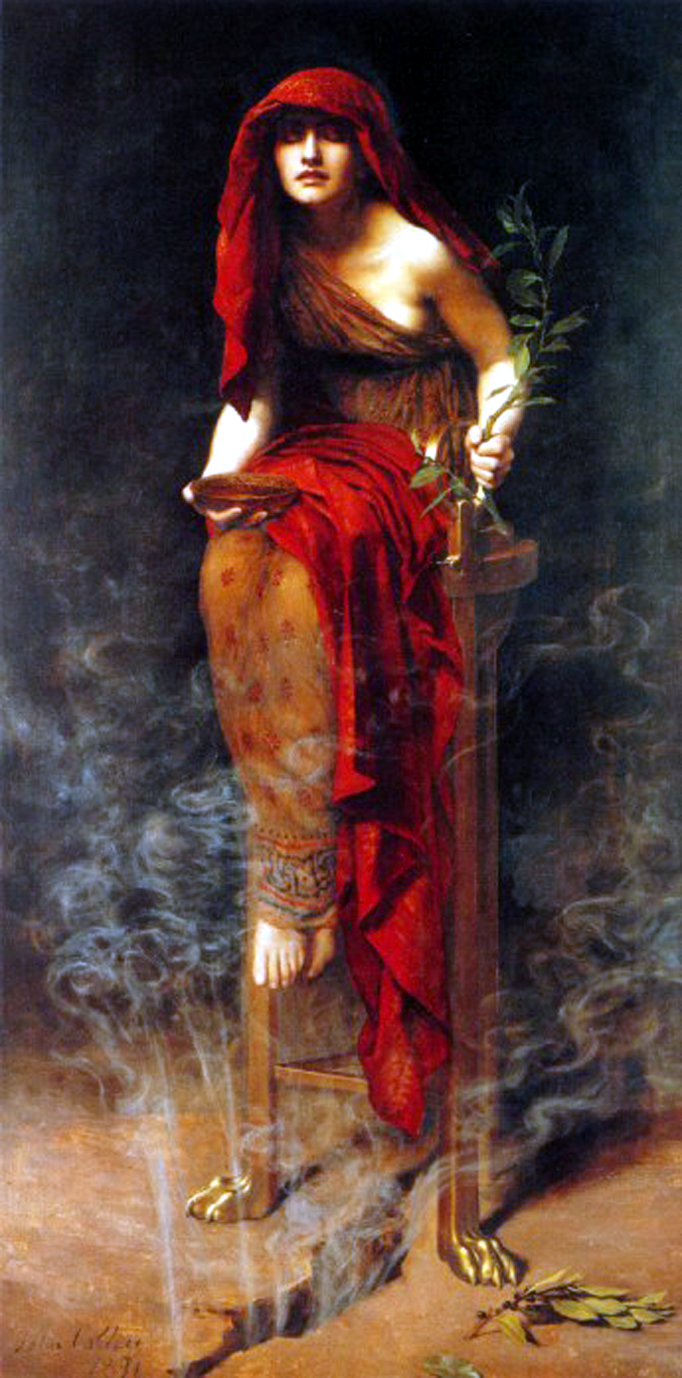
『デルポイの女神官』（ジョン・コリア/画, 1891）

ピューティアー（古希: Πυθία, Pythia）は、デルポイの神託所に仕えたアポローンの女神官である。予言の才で知られており、人々に神託を伝えたとされる。

## 神話
かつては、デルポイの神託所はガイアが掌るものとされた。その後テミスやポイベーに引き継がれた。アポローンがデルポイの聖地を守る大蛇ピュートーンを射殺した後、デルポイの聖地と神託所を支配した。『ホメーロス風讃歌』の『アポローン讃歌』によると、デルポイの古名ピュートーはピュートーン退治の神話に由来しているが、ピューティアーという名前はこの古名に由来している。
ピューティアーが洞窟の戸口のところへ置いた三脚台の上に座り、そこの岩の裂け目から立ち昇る霊気を吸って、恍惚の境地に至り、難解な言葉でアポローンの予言を告げたとされる。
ヘーラクレースは、デルポイからピューティアーの三脚台を持ち去ったために、オムパレーの奴隷とされて罰せられた。
デルポイの神殿の清めの儀式に用いられたカスタリアの泉の水は、ピューティアーの飲み水でもあった。